# Mesomima tmetoleuca
Mesomima tmetoleuca là một loài bướm đêm trong họ Geometridae.